# Acrophthalmyda paulseni
Acrophthalmyda paulseni är en tvåvingeart som först beskrevs av Philippi 1865.  Acrophthalmyda paulseni ingår i släktet Acrophthalmyda och familjen svävflugor. Inga underarter finns listade i Catalogue of Life.